# 硫黄谷噴気地帯

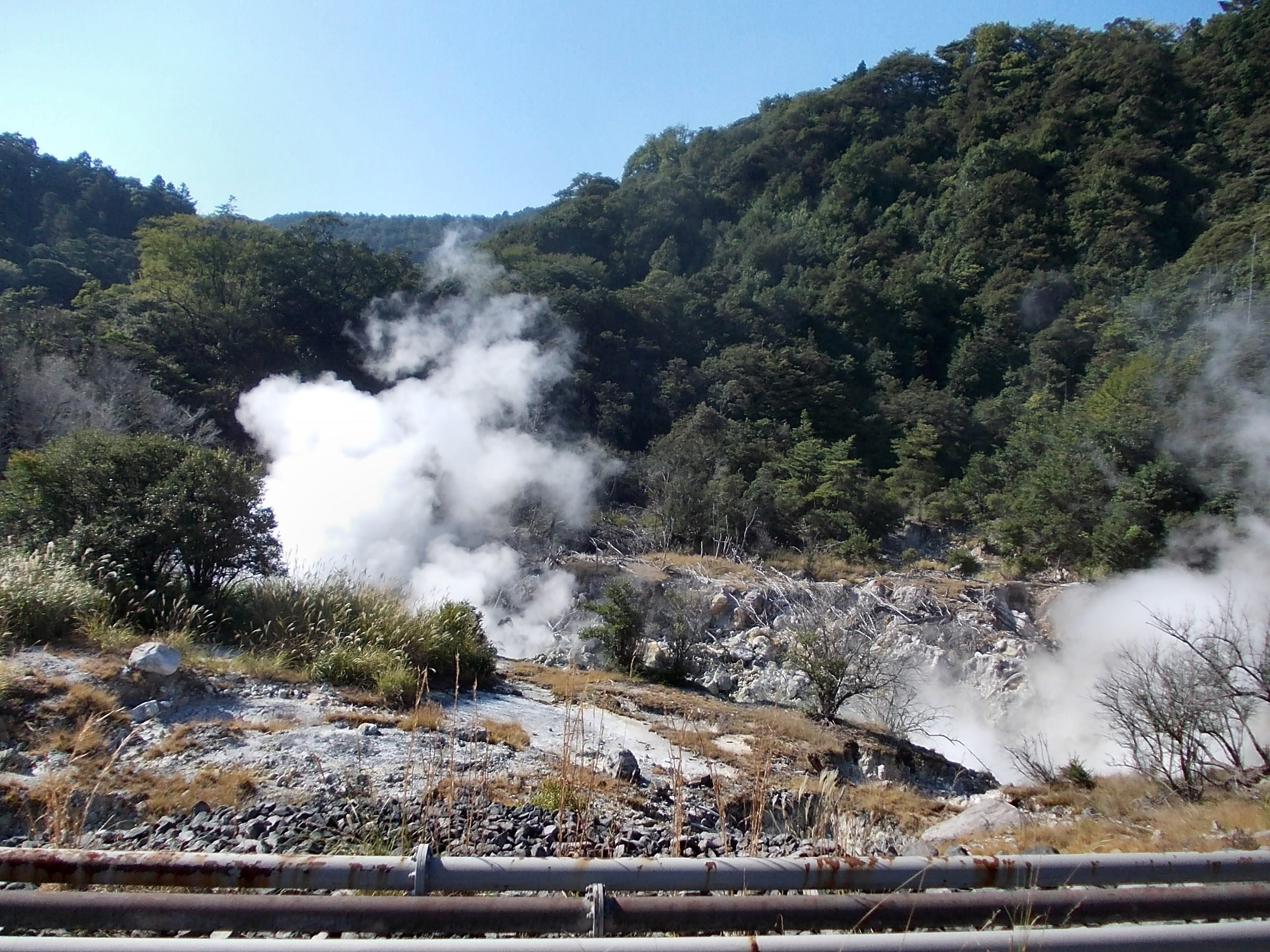
硫黄谷噴気地帯（県道1号から撮影）

硫黄谷噴気地帯（いおうだにふんきちたい）は、鹿児島県霧島市牧園町高千穂にある霧島山の火山活動による噴気地帯。霧島ジオパーク内にある。

## 概要
活火山である霧島山は約34万年前に破局的噴火によってできた加久藤カルデラの南縁に、その後の数十万年の火山活動でつくられた火山群であるが、霧島温泉郷の硫黄谷には活発化する噴気地帯があり、四六時中、もうもうと湯煙を上げている。特に1980年代から噴気が活発化し、県道が陥没するなどの大きな被害を出した。このため、地下にパイプを通して噴気を誘導し、道路を保護するなどの措置が取られている。硫化水素の濃度が高くなることがあり、風向きにより人体に危険がある。

## 交通アクセス
JR「霧島温泉駅」より車で約25分。鹿児島空港より車で約35分。国道223号「霧島温泉丸尾」交差点より県道1号をえびの方面へ。